# 극장판 도라에몽: 진구와 하늘의 유토피아
《극장판 도라에몽: 진구와 하늘의 유토피아》(映画ドラえもん のび太と空の理想郷 도라에몬 노비따와 소라노 유토피아[*])는 2023년에 개봉한 일본의 SF 모험 에니메이션이다. 42번째 도라에몽의 영화 작품이다. 도야마 타쿠미가 감독을, 코사와 료타가 각본을 맡았으며, 일본에서 2023년 3월 3일에 개봉했다. 대한민국에서는 2023년 7월 8일에 개봉했다.
《극장판 도라에몽: 진구의 신공룡》 이후 3년 만에 개봉한 오리지널 스토리 영화 작품이다. 원래대로라면 2022년에 개봉할 예정이었지만 일본 내 코로나-19에 따른 관계로 1년 연기되었다.
작중에 토머스 모어의 《유토피아》가 언급되었다. 전작에 이어서 음향 기술에 돌비 애트모스가 적용되었으며, 일본 전국 11개 관에서 돌비 애트모스판이 동시 개봉됐다.
도라에몽 영화 시리즈 45주년을 기념하여 2025년 1월 24일부터 30일까지 일본 전국 93개 영화관에서 상영되었다.

## 줄거리
노진구는 완벽한 세상, 진정한 유토피아를 찾는 꿈을 꾸고, 도라에몽과 친구들과 함께 세 현자가 다스리고 흠 없는 인간형 고양이 로봇 소냐가 지키는 이상적인 도시 파라다피아를 발견한다. 새로운 삶을 즐기던 중, 시간 여행을 하는 현상금 사냥꾼 마림바가 일행에게 접근하여 파라다피아가 사실 닥터 레이가 사람들의 마음을 통제하기 위해 만든 세뇌 시설이라고 밝힌다. 노진구는 세뇌에 저항하고 친구들이 풀려날 수 있도록 돕는다. 함께 레이가 세뇌를 통해 인류를 통제하려는 계획을 저지하고, 소냐는 무너지는 파라다피아를 막기 위해 자신을 희생한다. 결국 레이는 체포되고, 나중에 도라에몽은 소냐의 기억 모듈을 찾아 그를 부활시켜 재회를 위한 희망을 제공한다.

## 목소리 출연
주역
- 도라에몽 - 미즈타 와사비 / 윤아영
- 노진구 - 오오하라 메구미 / 김정아
- 이슬이 - 카카즈 유미 / 조현정
- 퉁퉁이 - 키무라 스바루 / 최낙윤
- 비실이 - 세키 토모카즈 / 이현주
- 소냐 - 나가세 렌 / 김병현

조연
- 마림바 - 이노우에 마리나 / 김다빈
- 한나 - 미나세 이노리 / 손정민

- 파라다피아 학교 선생님 - 후지모토 미키 / 권다예
- 미래 백화점 배달원 - 야마사토 료타 / 김종엽
- 삼현인 (사이 - 소노자키 미에 / 이주은, 폴리 - 이시이 코지 / 박준형, 컬처 - 무라세 아유무 / 장채연)
- 레이 박사 - 나카오 류세이 / 원종준

## 음악

### 주제가
〈Paradise〉 - NiziU (에픽 레코드 재팬)
작사 - AKIRA, 방찬, 창빈, 한(3RACHA)
작곡 - 방찬, 창빈, 한(3RACHA), 베르사최(VERSACHOI)
편곡 - 베르사최(VERSACHOI), 방찬
TVA와 극장판 통틀어서 도라에몽 최초로 특이하게 한국과 관련된 아티스트가 참여한 곡이기도 하다.

## 같이 보기
- 도라에몽의 영화 작품